# Cuộc tấn công trạm kiểm soát tại Islamabad 2009
Hai vụ đánh bom liều chết xảy ra tại trạm kiểm soát ở Islamabad, Pakistan vào chiếu thứ bảy, 4/4/2009, đã khiến ít nhất 18 người chết.
Theo các quan chức từ các cơ quan chức năng của Pakistan thì diễn biến chiều tối ngày 4/4 có thể coi là một cơn bạo loạn, gây nên cảnh hỗn loạn và mang lại nỗi khiếp đảm cho những người chứng kiến vụ việc. Các vụ tấn công đều xảy ra ở phía Đông Bắc Pakistan.
Trong số 18 người chết, có 12 người chết khi một xe tải mang chất nổ đã bùng lên khi bị lực lượng an ninh chính phủ bắn vào xe. Chiếc xe này được cho là mang chất nổ tấn công thẳng vào trạm kiểm soát của lực lượng an ninh chính phủ tại vùng giáp biên giới với Afghanistan Bắc Waziristan. Những người xung quanh đã thiệt mạng khi chiếc xe này nổ tung và tạo sức công phá lớn ra bốn phía. Trong số này có 5 trẻ em.
Vụ tấn công thứ 2 là vụ tấn công bằng bom cảm tử. Một người quấn bom quanh mình đã bước về phía một trạm kiểm soát của lực lượng an ninh chính phủ ở thủ đô Islamabad rồi tự kích nổ, làm 6 người nữa thiệt mạng.
Theo các quan chức thì 2 vụ trên do lực lượng Taliban ở Pakistan tổ chức. Trong những năm gần đó, Taliban Pakistan tập trung vào cuộc chiến chống chính phủ Pakistan, mở rộng lãnh địa, không chỉ đe dọa tới Pakistan mà còn là một hậu phương quan trọng cho cuộc nổi dậy của Taliban tại Afghanistan.
Hiện các vụ tấn công được điều tra làm rõ thêm trong khi cơn giận dữ của người dân các vùng Pakistan lại đang bùng phát dữ dội. Waziristan được coi là căn cứ địa vững mạnh của quân nổi dậy Taliban và quân khủng bố al-Qaida. Thậm chí đây còn được cho là nơi thủ lĩnh Osama bin Laden và phó tướng Ayman al-Zawahri của al-Qaida đang trú ẩn.